# Dragon Ball Z: The Legacy of Goku
Dragon Ball Z: The Legacy of Goku es un videojuego de rol de acción para Game Boy Advance basado en la serie original Dragon Ball Z. El juego fue lanzado al mercado en Norteamérica el 14 de mayo de 2002 y en Europa el 4 de octubre del mismo año. En algunos emuladores, el juego era incompatible debido a problemas de hardware.

## Jugabilidad
Durante el juego, el único personaje que el usuario puede controlar es Son Goku. La interfaz mostraba dos barras, la barra HP y la barra de KI. El problema es que no se movía los personajes en diagonal, caso que se arregló en la secuela. La tecla A efectua ataques físicos, la B efectúa ataques a distancia (como ráfagas de Ki), pero consume KI, la L cambia el tipo de ataques a distancia, la R permitía volar, pero a distancias cortas, y SELECT mostraba el indicador de vuelo. Las barras HP, KI y el indicador de vuelo aumenta al subir de nivel. En el transcurso del videojuego el usuario tiene que cumplir misiones tales como rescatar a un anciano atrapado en un islote, devolverle su huevo a un pterodáctilo, etc. para subir experiencia, aunque también se sube al eliminar enemigos.

## Historia
Este videojuego comienza cuando Son Goku y Chichi tienen un hijo, Son Gohan, que creció llegando a ser un niño mitad humano mitad Saiyan. 
Cubre las sagas de los Saiyajins y de Freeza (hasta el cap. 107), en donde Son Goku se enfrenta a Raditz, Reina Serpiente, Vegeta, las fuerzas especiales de Guinyu y finalmente Freeza.

## Recepción
El juego recibió generalmente críticas mixtas desde su lanzamiento.